# Zlata Ohnevytsj
Inna Leonidivna Bordjoeh (Oekraïens: Інна Леонідівна Бордюг) (Moermansk, Sovjet-Unie, 12 januari 1986) beter bekend onder haar artiestennaam  Zlata Ohnevytsj (Oekraïens: Злата Огневич) is een Oekraïense zangeres.

## Biografie
Zlata Ohnevytsj werd bekend bij het grote publiek door haal deelname aan de nationale finale in 2010 voor het Eurovisiesongfestival. Met het nummer Tiny island eindigde ze op de vijfde plaats. Een jaar later waagde ze opnieuw haar kans, ditmaal het het nummer The kukushka. In de finale op zaterdag 26 februari 2011 traden zeventien acts aan. Uiteindelijk won Mika Newton met het lied Angel. Er was echter controverse over de uitslag: jurylid Hanna Herman vroeg een hertelling van de stemming omdat er geruchten waren over fraude. In een persmededeling liet de NTU weten dat er een nieuwe finale zou worden gehouden op 3 maart 2011 met de top drie uit de oorspronkelijke finale. Jamala, die derde was geworden, gaf aan niet opnieuw te willen deelnemen in de nationale finale van Oekraïne. De finale zou dus gaan tussen Mika Newton en Zlata Ohnevytsj. Echter, ook Ohnevytsj gaf er uiteindelijk de brui aan, waarna de NTU besloot om de stemmen publiekelijk te hertellen om aan te tonen dat Mika Newton de terechte winnares was.
Na een jaar afwezigheid keerde Ohnevytsj terug in de nationale finale voor het Eurovisiesongfestival 2013. Ditmaal ging Ohnevytsj met de zegepalm naar huis. Zij mocht aldus Oekraïne vertegenwoordigen op het Eurovisiesongfestival in de Zweedse stad Malmö, en dit met het nummer Gravity. Ze ging door naar de halve finale en eindigde als derde in de finale. 
Op 30 november 2013 heeft Ohnevytsj het Junior Eurovisiesongfestival 2013 in Kiev gepresenteerd samen met Timoer Mirosjnytsjenko, waarbij ze ook intervalact was. 

## Discografie

### Singles
| Single met eventuele hitnotering(en) in de Nederlandse Top 40 | Datum van verschijnen | Datum van binnenkomst | Hoogste positie | Aantal weken | Opmerkingen                 |
| ------------------------------------------------------------- | --------------------- | --------------------- | --------------- | ------------ | --------------------------- |
| Gravity                                                       | 2013                  | -                     |                 |              | Nr. 50 in de Single Top 100 |

| Single met hitnotering(en) in de Vlaamse Ultratop 50 | Datum van verschijnen | Datum van binnenkomst | Hoogste positie | Aantal weken | Opmerkingen |
| ---------------------------------------------------- | --------------------- | --------------------- | --------------- | ------------ | ----------- |
| Gravity                                              | 2013                  | 25-05-2013            | tip51           | -            |             |

2003: Oleksandr Ponomarjov · 
2004: Ruslana · 
2005: GreenJolly · 
2006: Tina Karol · 
2007: Vjerka Serdjoetsjka · 
2008: Ani Lorak · 
2009: Svitlana Loboda · 
2010: Alyosha · 
2011: Mika Newton · 
2012: Gaitana · 
2013: Zlata Ohnevytsj · 
2014: Maria Jaremtsjoek · 
2016: Jamala · 
2017: O.Torvald · 
2018: Mélovin · 
2021: Go_A · 
2022: Kalush Orchestra · 
2023: Tvorchi · 
2024: Alyona Alyona & Jerry Heil · 
2025: Ziferblat